# Карімова-Тілляєва Лола Ісламівна
Лола Ісламівна Карімова-Тілляєва (узб. Lola Islom qizi Karimova-Tillayeva/Лола Ислом қизи Каримова-Тилляева; народилася 3 липня 1978 року, Ташкент, Узбецька РСР, СРСР) — молодша дочка першого президента Узбекистану Іслама Карімова (1990—2016). Постійний представник Республіки Узбекистан в ЮНЕСКО, дипломат.
2 лютого 2018 року залишила посаду посла Узбекистану в ЮНЕСКО.
6 березня 2018 року Лола Карімова-Тіллаєва покинула пост президента Федерації гімнастики Узбекистану.

## Біографія
Одержала вчену ступінь магістра з міжнародного права в Університеті світової економіки та дипломатії у Ташкенті, пізніше отримала ступінь кандидата психологічних наук у Ташкентському державному університеті. Одружена з бізнесменом Тимуром Тілляєвим. Має трьох дітей (дочки Мар'ям, Сафія та син Умар). Мар'ям Тілляєва давно живе у США і вийшла заміж за блогера Амірана Сардарова.

### Благодійність
Лола Карімова-Тілляєва є засновником двох великих благодійних організацій в Узбекистані: Республіканського соціального дитячого фонду «Ти не одинак» (узб. Sen Yolg'iz Emassan), який надає допомогу дітям-сиротам, та Республіканського центру соціальної адаптації дітей, основною метою якого є допомога дітям-інвалідам та дітям із неблагонадійних сімей. Лола Карімова-Тілляєва сприяла ініціюванню та здійсненню ключових національних реформ щодо поліпшення ситуації в дитячих будинках Узбекистану, завдяки яким багато дітей отримали більше можливостей для свого розвитку.

### Викладацька діяльність
На всіх етапах своєї кар'єри в якості викладача університету, глави Федерації гімнастики Узбекистану, почесного Президента Азіатського гімнастичного союзу та заступника директора філії Московського державного університету в Ташкенті, Лола Карімова-Тілляєва суворо дотримується своєї віри в те, що освіта, культура і спорт є ключовими факторами у підтримці миру і толерантності, слугують містком між цивілізаціями і допомагають долати неуцтво та стереотипи.

## Цікаві факти
- В інтерв'ю BBC у 2013 році заявила, що 12 років не підтримує стосунків зі своєю старшою сестрою[7].